# Bandera de San Diego
La Bandera de San Diego, está compuesta por un fondo de tres franjas marcadas de amarillo, blanco y de rojo. La franja central blanca cuenta con el sello de la ciudad y debajo de ella se encuentra la fecha de 1542, año en el que el explorador Juan Rodríguez Cabrillo llegó por primera vez a la Bahía de San Diego y reclamó el área para España. El uso de las tres franjas verticales es una reminiscencia de los colores de la bandera de España. El sello está en un fondo azul claro.
La bandera oficial de la ciudad de San Diego fue adoptada por el Concejo Municipal el 16 de octubre de 1934, cuando se sometió un ejemplo de la bandear por Albert V. Mayrhofer, en nombre de la Asociación Histórica de California, Native Sons of the Golden West, Native Daughters of the Golden West y The San Diegans.